# Cornelis 't Kindt

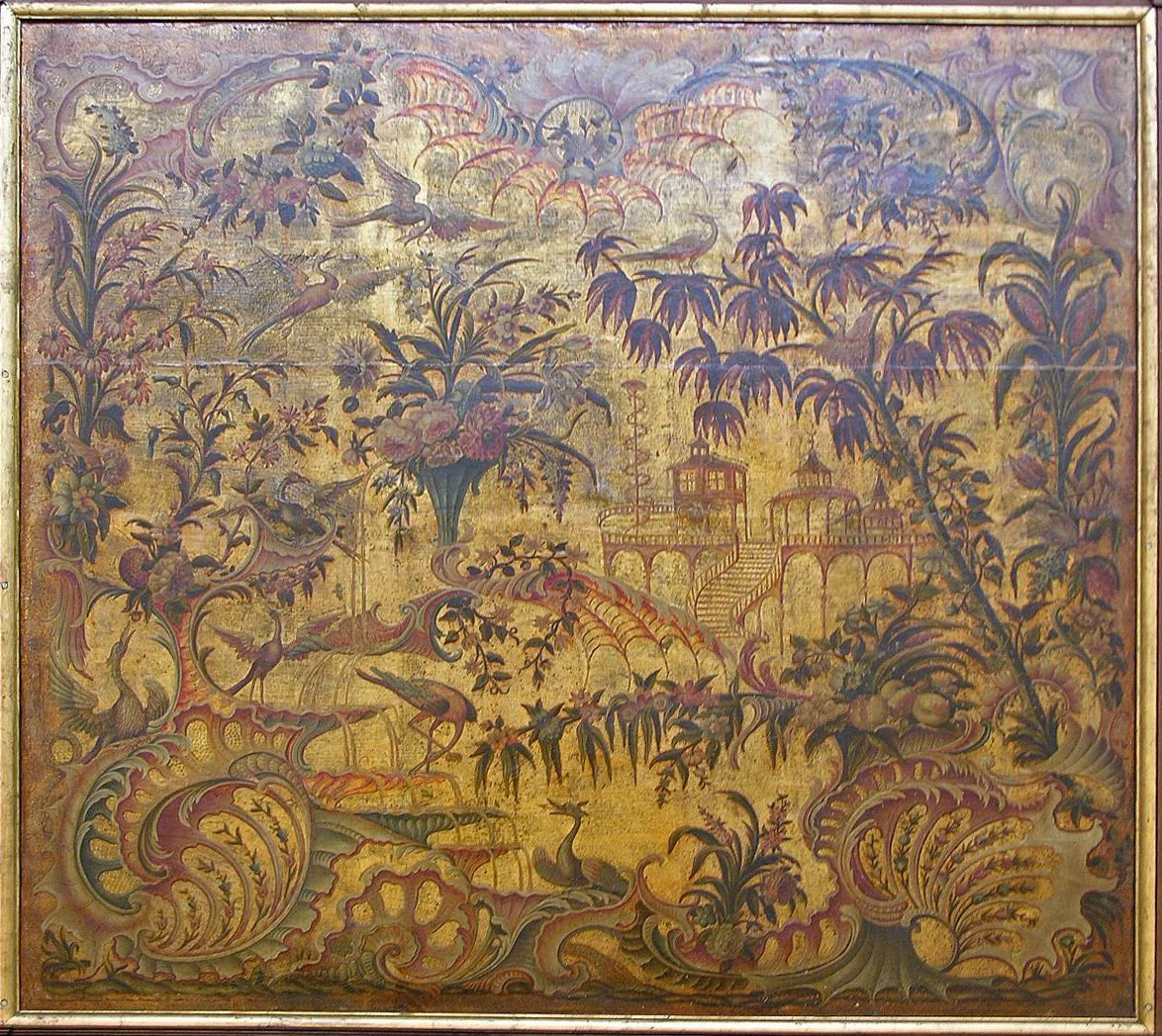
Een van de panelen met goudleer in de kerk van Malonne, afkomstig uit de manufactuur van Cornelis 't Kindt (Brussel), ca 1765

Cornelis 't Kindt (1 augustus 1697-19 april 1785) was de zoon van een goudleermaker uit Brussel. Rond 1757 begon hij met het produceren van behang in de wintermaanden. In 1764 had hij meer succes met zijn behang dan met het goudleer en had wel vijftig man in dienst. De manufactuur produceerde 80 behangsels per jaar. Een geliefkoosd thema was chinoiserie, dat evenwel uit de mode raakte. De doeken zijn versierd met rococokrullen en gestoffeerd met pluimvee, fantasievogels, pagodes, bloemen (keizerskroon), vazen, insecten, fruit, groente, maar vrijwel nooit figuren of uitgewerkte landschappen. In 1775 raakte de firma in het slop en werkten er nog maar 16 man.

## Bron
Donders, P. (2007) Les cuirs dorés de l’église Saint-Berthuin de Malonne et la fabrique du bruxellois Cornelius T’Kint. Université Libre de Bruxelles. Faculté de Philosophie et Lettres